# Seznam poljskih kardinalov
Seznam poljskih kardinalov.

## B
- (Andrzej Bathóry)

## C
- Wlodzimierz Czacki

## D
- Edmund Dalbor
- Andrzej Maria Deskur
- Albin Dunajewski
- Stanisław Dziwisz

## F
- Bolesław Filipiak

## G
- Józef Glemp
- Zenon Grocholewski
- Henryk Roman Gulbinowicz

## H
- August Hlond

## J
- Fryderyk Jagiellończyk
- Marian Jaworski (Ukrajina)
- Marek Jędraszewski (bodoči ?)
- Ignacy Ludwik Jeż (umrl tik pred razglasitvijo 2007)

## K
- Aleksander Kakowski
- Bolesław Kominek
- Wincenty Kot z Dębna (psevdokardinal)
- Adam Kozłowiecki (Zambija)
- Konrad Krajewski
- John Joseph Krol (ZDA)

## L
- Mieczysław Halka Ledóchowski
- Jan Aleksander Lipski

## M
- Franciszek Macharski
- Bernard Maciejowski
- Adam Maida (ZDA)
- Matthäus von Krakau
- Aleksander Mazowiecki (psevdokardinal)

## N
- Stanisław Nagy
- Kazimierz Nycz

## O
- Zbigniew z Oleśnicy

## P
- Jan Puzyna de Kosielsko

## R
- Augustyn Michal Stefan Radziejowski
- Jerzy Radziwiłł
- Władysław Rubin
- Stanisław Ryłko
- Grzegorz Ryś

## S
- Adam Stefan Sapieha
- Kazimierz Świątek (Belorusija)
- Edmund Casimir Szoka (ZDA)

## W
- Jan Albert Waza
- Jan Kazimierz Wazy
- Karol Józef Wojtyła
- Stefan Wyszyński

## Z
- Zbigniew z Oleśnicy